# Bund Deutscher Philatelisten

Briefmarke zum 50-jährigen Bestehen des Verbandes von 1996

Der Bund Deutscher Philatelisten e. V. (BDPh) ist der Dachverband der deutschen Briefmarken-Sammlervereine und philatelistischen Arbeitsgemeinschaften. Der in Bonn ansässige Verein gibt die Verbandszeitschrift philatelie für seine 19.000 Mitglieder (2025) heraus.

## Geschichte
Der Vorläuferverband Reichsbund der Philatelisten war von den Nationalsozialisten in der Organisation Kraft durch Freude gleichgeschaltet worden. Nach dem Zweiten Weltkrieg wurde am 26. Oktober 1946 in der britischen Zone ein Bund Deutscher Philatelisten aktiv. Der heute noch bestehende Bund Deutscher Philatelisten e. V. wurde am 1. Oktober 1949 in München als Gesamtverband der Philatelistenverbände in den drei Westzonen gegründet.
Im Juni 1952 wurde der Verband in Utrecht in den Weltverband „Fédération Internationale de Philatélie“ (FIP) aufgenommen.
Nach der deutschen Wiedervereinigung kam es zum Zusammenschluss mit den Partnerverbänden der DDR. Der Verein hat seit 1998 seinen Sitz in Bonn.
Der BdPh vergibt zahlreiche Ehrungen und Auszeichnungen, u. a. wird seit 1950 die „Kalckhoff-Medaille“ als Literaturpreis verliehen.

## Präsidenten

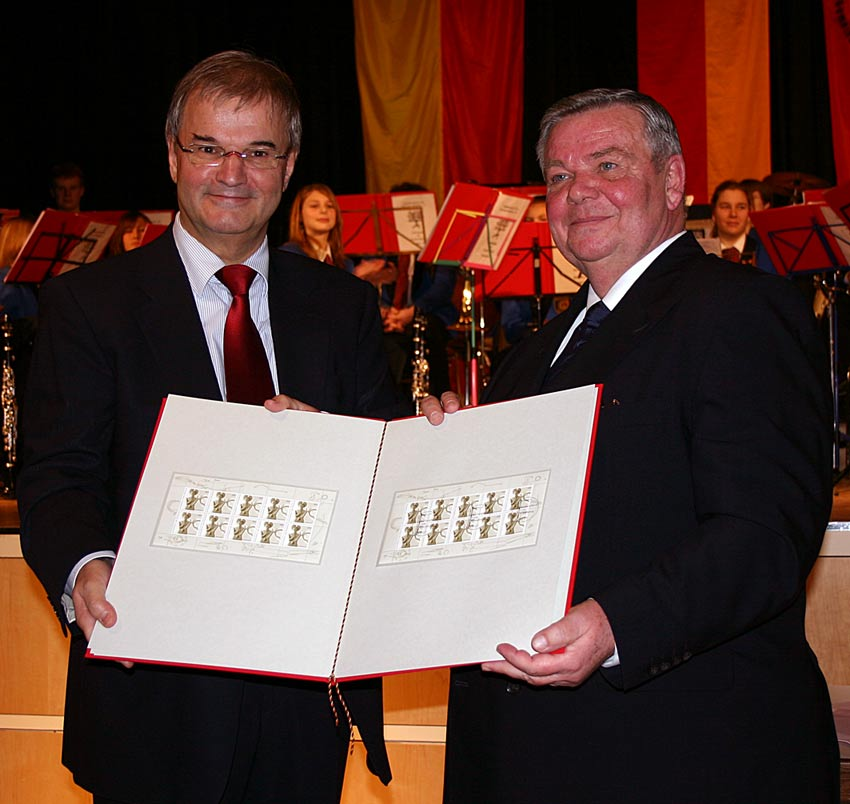
Staatssekretär Karl Diller (links) überreicht dem damaligen BDPh-Präsidenten Dieter Hartig (rechts) ein „rotes Album“ mit Erstdrucken von neu verausgabten Briefmarken

1. 1949–1967 Hermann Deninger
2. 1968–1973 Wilhelm Kähler
3. 1973–1991 Heinz Jaeger
4. 1991–2001 Michael Adler
5. 2001–2013 Dieter Hartig
6. 2013–2017 Uwe Decker
7. seit 2017 Alfred Schmidt

## Mitglieder
Die Mitgliederzahl ist seit einigen Jahren stark rückläufig:
- 1996: etwa 53.000 Mitglieder in 1.250 Vereinen und Arbeitsgemeinschaften.[1]
- 2008: etwa 60.000 Mitglieder in 1.400 Vereinen und Arbeitsgemeinschaften.
- 2013: 45.271 Mitglieder[3] in 1.250 Vereinen und Arbeitsgemeinschaften.
- 2014: etwa 39.000 Mitglieder in 1.200 Vereinen und Arbeitsgemeinschaften.
- 2020: etwa 22.000 Mitglieder in 760 Vereinen und Arbeitsgemeinschaften.
- 2025: etwa 19.000 Mitglieder in 600 Vereinen und 115  Arbeitsgemeinschaften.[4]

## Mitgliederzeitschrift
Die Mitglieder des BDPh erhalten monatlich die Zeitschrift philatelie : das Magazin des Bundes Deutscher Philatelisten. Die Erstausgabe erschien am 5. Mai 1948 unter dem Titel Bundesnachrichten (BN). Der Titel philatelie besteht seit 1974.
Das Magazin wurde beim Grand Prix 2002 für die beste philatelistische Fachzeitschrift Europas ausgezeichnet und wird vom AIJP (Weltverband der philatelistischen Fachjournalisten) empfohlen.

## Mitgliedsverbände
Der Bund Deutscher Philatelisten ist föderal gegliedert und besteht aus 13 Mitgliedsverbänden, von denen 11 geographische Landesverbände sind, deren Gebiete aber nur teilweise den Bundesländern entsprechen: (Stand 31. Dezember 2017)
| Landesverband                                                       | Zuständigkeit                                                                                | Mitglieder 2013 |  |
| ------------------------------------------------------------------- | -------------------------------------------------------------------------------------------- | --------------- |  |
| Landesverband Bayerischer Philatelisten-Vereine e. V.               | Bayern (ohne Raum Aschaffenburg)                                                             | 2850            |  |
| Verband der Philatelisten-Vereine von Hessen, Rhein-Main-Nahe e. V. | Hessen, Rheinhessen, Raum Aschaffenburg (Bayern)                                             | 1650            |  |
| Philatelistenverband Norddeutschland e. V.                          | Hamburg, Schleswig-Holstein, angrenzende Gebiete in Niedersachsen und Mecklenburg-Vorpommern | 2250            |  |
| Landesverband der Briefmarkensammler des Saarlandes e. V.           | Saarland                                                                                     | 300             |  |
| Landesverband Südwestdeutscher Briefmarkensammler-Vereine e. V.     | Baden-Württemberg, Pfalz                                                                     | 3400            |  |
| Landesverband Thüringer Philatelisten e. V.                         | Thüringen                                                                                    | 400             |  |
| Verband der Philatelisten West e. V.                                | Nordrhein-Westfalen                                                                          | 3700            |  |
| Philatelisten-Verband Nord-Ost e. V.                                | Mecklenburg-Vorpommern, Berlin, Brandenburg, Sachsen-Anhalt, Sachsen                         | 1850            |  |

Am 1. Januar 2025 gingen der Verband Niedersächsischer Philatelistenvereine und der Nordwestdeutscher Philatelistenverband Elbe-Weser-Ems in den Philatelistenverband Norddeutschland über.
Der Landesverband Mecklenburg-Vorpommern beschloss seine Auflösung zum 31. Dezember 2015. Die Mitgliedsvereine wechseln in die Landesverbände Berlin-Brandenburg bzw. Norddeutschland, ab 2018 in den Landesverband Nordost e. V.
Die Landesverbände Sachsens (31. Dezember 2016 oder 2017?) und Sachsen-Anhalts (31. Dezember 2017) haben sich aufgelöst. Die Mitgliedsvereine haben sich, in freier Wahl, dem Thüringer und Berlin-Brandenburger Landesverband angeschlossen. Mit Ausnahme des Landesverbandes Thüringen wechselten die Mitglieder ab 2018 in den neuen Landesverband Nordost e. V.
Empfohlen wurde der Anschluss an Berlin-Brandenburg, da dieser Landesverband sich 2019 auf seinem Landesverbandstag in einen Ostdeutschen Verband für die fünf neuen Bundesländer umwandeln soll. Da das Jahr 2018 hier ergebnislos verstreichen wird und der Thüringer Landesverband seine Eigenständigkeit behalten wird, haben einige Vereine sich Thüringen angeschlossen. Der Landesverband Berlin-Brandenburg ging 2025 in den neuen Landesverband Nordost e. V. über.
Der Verband Philatelistischer Arbeitsgemeinschaften (VPhA) umfasste 33 philatelistische Arbeitsgemeinschaften. Diese befassten sich forschend mit speziellen Sammelgebieten. Der Verband wurde 2024 aufgelöst. Weitere Arbeitsgemeinschaften, welche nicht dem VPhA angehörten, sind vom BDPh anerkannt, derzeit rund 115.
Der 16. Verband ist die bundesweit tätige Deutsche Philatelisten-Jugend (DPhJ), die ihrerseits in Regionalgruppen („Landesringe“) unterteilt ist. Der Mitgliedsverband Junge Briefmarkenfreunde Hessen beschloss 2013 den Austritt aus der DPhJ. Mitglieder (2013): 3726
Die Mitgliedsverbände bestehen aus Vereinen und bündeln somit deren Anliegen und Interessen. Daneben gibt es auch Direktmitglieder (2013: 182), die außerhalb von Vereins- und Verbandsstrukturen dem BDPh angehören. Sie werden zentral von der Bundesgeschäftsstelle betreut.

## Arbeitsgemeinschaften
Arbeits- bzw. Forschungsgemeinschaften und Motivgruppen sind regionale, nationale oder internationale Vereinigungen von Philatelisten, welche sich der Erforschung eines philatelistischen Spezialgebietes widmen:
- Traditionelle Philatelie
  - z. B.

Arbeitsgemeinschaft Japan e. V. im BDPh e. V.,
Arbeitsgemeinschaft Thurn und Taxis e. V. im BDPh e. V.
Arbeitsgemeinschaft Frankreich e. V. im BDPh
- Postgeschichte
  - z. B.

Bundesarbeitsgemeinschaft Bahnpost im BDPh e. V.,
Forschungsgemeinschaft „Deutsche Einheit“ e. V.,
- Thematische bzw. Motiv-Philatelie
  - z. B.

ArGe Bergbau und Geowissenschaften e. V.,
ArGe Thematische Philatelie Bayern e. V.,
Internationale Motivgruppe Eisenbahnwesen e. V. (IME),
IMOS – Internationale Motivgruppen Olympiaden und Sport im BDPh e. V. im VPhA,
Internationale Motivgruppe Papier & Druck e. V.
Die meisten ArGen sind als eingetragener Verein organisiert und geben regelmäßig Mitgliederzeitschriften (Rundbriefe, Mitteilungsblätter) heraus, in denen Forschungsbeiträge veröffentlicht werden. ArGen fördern oder geben z. T. auch selbst Kataloge und Monographien heraus. Einige Arbeitsgemeinschaften veranstalten neben vereinsrechtlichen Hauptversammlungen auch Tausch- u. a. Treffen sowie Ausstellungen.
Die Bundesstelle Forschung und Literatur des BDPh fördert die Arbeitsgemeinschaften für ihre Forschungs- und Veröffentlichungsarbeit finanziell.

### Bundesarbeitsgemeinschaft Briefpostautomation e.V. im BDPh e.V.
Die Arbeitsgemeinschaft Briefpostautomation e. V.(ArGe BPA) im BDPh, gegründet 1968, erforscht die Entwicklung der Posttechnik von den Anfängen der Mechanisierung bis zur Automatisierung in den Postämtern der ganzen Welt. Das Interessengebiet spannt sich von der Einführung der ersten Stempelmaschinen vor etwa 150 Jahren bis zu den elektronischen Sortieranlagen in den Briefzentren der Deutschen Post und vergleichbaren Anlagen in aller Welt. Eingeschlossen sind Tintenstrahlentwertungen, PC-Frankierungen und vieles andere.

### Forschungsgemeinschaft Post- und Absenderfreistempel e.V.
Die Forschungsgemeinschaft ist ein Zusammenschluss von philatelistischen Sammlern und Interessierten mit dem Ziel, Freistempel nach historischen, technischen, geographischen, thematischen oder heimatgeschichtlichen Aspekten zu erforschen. Gegründet wurde sie im Januar 1985 in Berlin. Der FG gehören neben Mitgliedern in Deutschland auch Mitglieder in anderen Ländern an. Sie unterhält Beziehungen zu befreundeten, gleichgesinnten Arbeitsgemeinschaften im In- und Ausland.

## Consilium Philatelicum
Auf Anregung des damaligen BDPh-Präsidenten Dr. Heinz Jaeger wurde dieses Gremium am 14. März 1986 mit ursprünglich 14 Personen gegründet, die erfahren und verdienstvoll über viele Jahre in der deutschen Philatelie gestalterisch tätig waren.
Die Berufung erfolgt durch den Vorstand des BDPh nach Anhörung des Verwaltungsrates. Das Consilium Philatelicum trägt dem BDPh-Vorstand Anregungen und Empfehlungen vor, erforscht aber in erster Linie die Geschichte der organisierten Philatelie in Deutschland. Die Mitgliederzahl wurde vor Jahren deutlich erhöht, so dass heute bis zu 25 Personen in das Consilium Philatelicum berufen werden können. Schwerpunkte der Tätigkeit sind eine Schriftenreihe, vom Consilium organisierte Sonderausstellungen sowie ein- oder zweitägige Symposien zu aktuellen und interessanten Themen.